# Darbyville (Iowa)
Pour les articles homonymes, voir Darbyville.
Darbyville est une communauté non constituée en municipalité, du comté d'Appanoose en Iowa, aux États-Unis.
Le bureau de poste est inauguré en 1892 et fermé en 1911.

## Source de la traduction
- (en) Cet article est partiellement ou en totalité issu de l’article de Wikipédia en anglais intitulé « Darbyville, Iowa » (voir la liste des auteurs).